# Knarvik
Knarvik is een plaats in de Noorse gemeente Alver, provincie Vestland. Knarvik telt 4569 inwoners (2007) en heeft een oppervlakte van 3,65 km².